# Lilium chalcedonicum

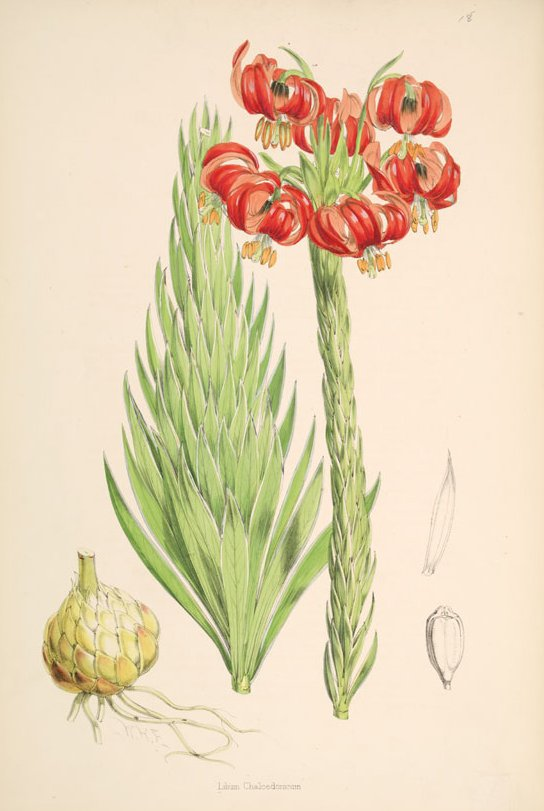
Lilium chalcedonicum (ilustração).

Lilium chalcedonicum é uma espécie de lírio. A planta floresce acima de 1 200 metros de altitude, alcançando a altura de 0,6-1,5 metros. É endêmica da Albânia, Grécia e ilhas Jônicas.

## Variedades
- Lilium byzantinum Duch
- Lilium carniolicum Heldr
- Lilium chalcedonicum
- Lilium chalcedonicum var. maculatum Constable
- Lilium heldreichii Freyn
- Lilium miniatum Salisb